# Dirigeable Type 33
En aéronautique, les dirigeables militaires britanniques Armstrong Whitworth R33 et Beardmore R34 constituent une catégorie de dirigeables appelés Amirauté Type 33. Conçus par le Royal Corps of Naval Constructors (en) sous la direction de CIR Campbell, ils ont été les dirigeables rigides britanniques les plus réussis et sont ceux qui ont connu la carrière la plus longue. Utilisé de façon intermittente en fonction de la politique britannique en matière de dirigeables, le R33 ne fut réformé que neuf ans après son premier vol, tandis que le R34 effectua la première traversée aller-retour de l’Atlantique par voie aérienne en juillet 1919.

## Copies de Zeppelins
Le 24 septembre 1916 un des plus récents ballons dirigeables allemands, le Zeppelin L33, fut  contraint à l’atterrissage à Little Wigborough, en Grande-Bretagne. L’équipage ne parvint que partiellement à mettre le feu à l’aérostat, dont la structure tomba intacte entre les mains des Britanniques. Les équipes de l’Admiralty Air Department furent associées au démantèlement de cette structure et purent ainsi établir les plans détaillés du dirigeable. C’était une occasion inespérée pour la Grande-Bretagne de combler son retard dans le domaine des dirigeables rigides par rapport à l’empire Allemand et en novembre 1916 le gouvernement autorisa la construction de trois copies du L33 désignées Amirauté Type 33. Deux aérostats furent commandés à Armstrong Whitworth (R33 et R35) et un à Beardmore (R34). Or la tête de série (R33) ne fut pas mise en chantier à Barlow avant juin 1918, tandis que les travaux débutèrent en décembre 1917 à Inchinnan. 
Entre-temps, le 20 octobre 1917, le L49 avait été contraint à l’atterrissage à Bourbonne-les-Bains, en France, et imitant les Britanniques, les services techniques français s’étaient empressés d’en dresser les plans. Il parut donc opportun d’attendre les informations venant de France pour incorporer les derniers développements de la technique allemande aux nouveaux aérostats. On profita de ce report pour convertir les cotes métriques en unités de mesure anglo-saxonnes. On décida finalement de poursuivre la construction des R33 et R34, celle du R35 étant différée pour modifications. L’Armistice de 1918 entrainera finalement l’annulation de la commande du R35.
Pilotés par le Lt-Col W C Hicks, les deux dirigeables Type 33 effectuèrent leurs premiers vols les 6 et 14 mars 1919.

## Description

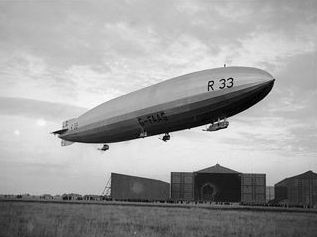
R33 près de son hangar.

D’un diamètre légèrement plus gros que les Zeppelin Type L30 mais légèrement plus courts, les dirigeables Type 33 avaient une structure identique : les cadres étaient espacés de 10 m et tenus par 13 longerons principaux et 12 longerons secondaires, enfermant 19 cellules de gaz. La motorisation était elle inspirée de celle du L49 : le moteur avant était installé dans une nacelle située juste derrière la nacelle de commandement afin de limiter la transmission des vibrations aux équipements de navigation et radio, les moteurs centraux logés dans des nacelles séparées suspendues de part et d’autre de l’enveloppe et dans la nacelle arrière on trouvait deux moteurs couplés pour entrainer une seule hélice. Toutes les hélices étaient propulsives et débrayables, ce qui permettait de lancer les moteurs sans difficulté. Les moteurs choisis étaient de 12 cylindres en V Sunbeam Maori de 250 ch.

## Armstrong Whitworth R33
Construit par Armstrong Whitworth, la tête de série effectua son premier vol le 6 mars 1919 et fut affecté à la base de Pulham. Le 14 octobre suivant il totalisait 23 vols et 337 heures de vol, mais en 1920 il reçut une immatriculation civile (G-FAAG) pour pouvoir être mis à la disposition d’utilisateurs non militaires. Il fut alors utilisé pour développer des techniques d’amarrage sur un mât géant érigé à Pulham ou poursuivre les techniques de chasseur parasite déjà expérimentées sur le Vickers Type 23. Un Sopwith Camel non piloté fut ainsi largué au-dessus des Landes du Yorkshire. Transféré ensuite à Croydon après révision, il fut utilisé en juin 1921 par la police du Grand Londres pour observer la circulation. Après avoir participé au meeting aérien de Hendon il rejoignit ensuite Cardington pour y être stocké.

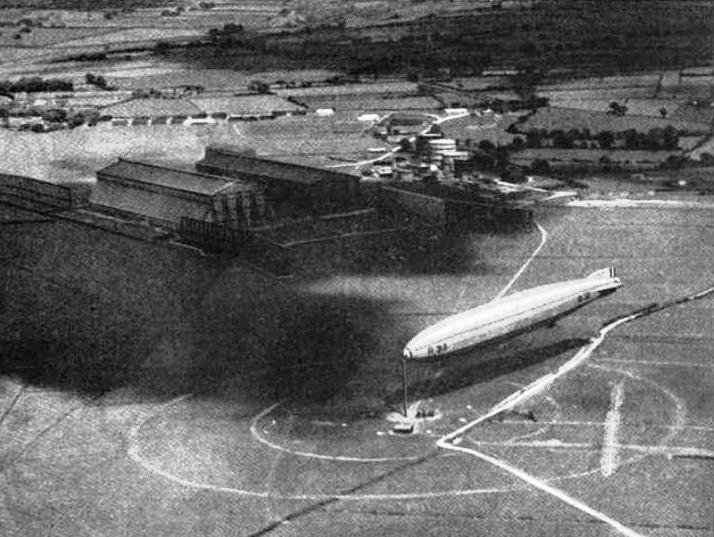
Le R33 amarré à son mât devant les hangars de Pulham.

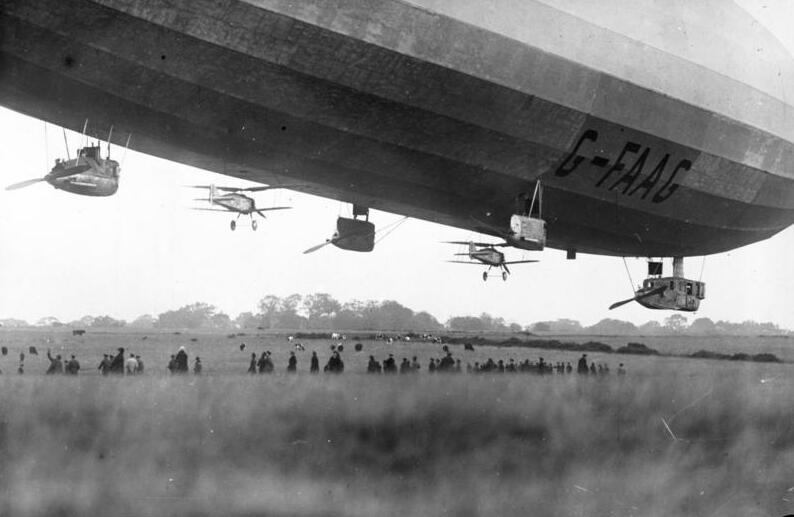
Deux chasseurs Gloster Grebe suspendus sur le R33 le 26 octobre 1926.

L’accident du Royal Airship Works R38 arrêta tout développement de dirigeable en Grande-Bretagne et les aérostats militaires furent démantelés, à l’exception du R33, protégé par son statut « civil ». Il ressortit de son hangar en 1925 pour regagner Pulham. Or dans la nuit du 16 au 17 avril une violente bourrasque de vent brisa les amarres du dirigeable qui partit à la dérive. L'aérostat heurta le sol peu après, ce qui déchira l’avant de l’enveloppe et la cellule qui se dégonfla. La pluie et le vent s’engouffrant dans l’enveloppe, c’est avec une assiette fortement penchée vers l’avant que le dirigeable prit la direction de la Mer du Nord. Fort heureusement un équipage réduit se trouvait à bord, sous les ordres du Lt R S Booth. Ils parvinrent à lancer les moteurs et gagner de la hauteur puis à occulter la proue. Cinq heures après avoir rompu les amarres l’aérostat approchait de la côte néerlandaise et l’équipage reçut l’ordre de se poser à Cologne, où les Allemands pouvaient leur prêter assistance, mais en fin d’après midi le Lt Booth et ses hommes parvinrent à stabiliser le R33 au-dessus de la côte, puis à regagner lentement la Grande-Bretagne. Le 18 avril à 13 h 50 ils atteignirent Pulham où le dirigeable fut abrité dans le hangar aux côtés du Beardmore R36.
Réparé, le R33 reprit l’air en octobre 1925. Après une série d’expériences dans le cadre du programme Royal Airship Works R-101 de nouveaux essais de chasseur parasite furent menés avec un avion léger de Havilland Hummingbird, puis avec deux chasseurs Gloster Grebe.
Surnommé Pulham Pig, Le R33 a effectué son dernier vol le 23 novembre 1926 avant de regagner à nouveau le hangar de Pulham. Il semble que les inspections de structure menées ensuite aient révélées des problèmes de fatigue. Le R33 fut finalement démantelé en avril 1928 avec 735 h 1 min de vol. La partie avant du poste de commande est aujourd’hui visible au Musée de la Royal Air Force à Hendon.

## Beardmore R34

### Histoire
Construit par la firme William Beardmore & Co, Ltd, le second dirigeable Type 33 effectua son premier vol le 14 mars 1919 et rejoignit son affectation, la base d’East Fortune en Écosse, le 30 mai. Il fut alors décidé de tenter la première traversée aller-retour de l’Atlantique. Ce qui nécessitait quelques aménagements, le dirigeable étant prévu pour des missions de reconnaissance maritime mais pas pour le transport de passagers. Des hamacs furent installés dans le couloir intérieur reliant les gondoles, une plaque soudée sur l’échappement d’un moteur pour permettre de réchauffer les repas. Un essai d’endurance fut également mené du 17 au 20 juin 1919 sous la forme d’une croisière de 56 heures au-dessus de la Baltique.
Commandé par le Major George Herbert Scott (en) et avec dans l'équipage Edward Maitland et l'Américain Zachary Lansdowne (en), le R34 s’éleva d’East Fortune le 2 juillet 1919 à 1 h 42 et prit la direction de l’ouest. Le 6 juillet le dirigeable était en vue de New York, mais personne au sol n’avait la plus petite expérience sur la façon d’assister un dirigeable. Le Major EM Pritchard dut donc sauter en parachute de l’aérostat, qui se posait à 13 h 54 à Mineola, Long Island. Le R34 réalisait ainsi la première traversée est-ouest de l’Atlantique, deux semaines seulement après la traversée d’Alcock et Brown, et établissait un record de durée, ayant tenu l’air 108 h 12 min. Redécollant le 10 juillet à 3 h 54, il se posait le 13 juillet à 6 h 57 à Pulham après avoir parcouru 6 444 km.

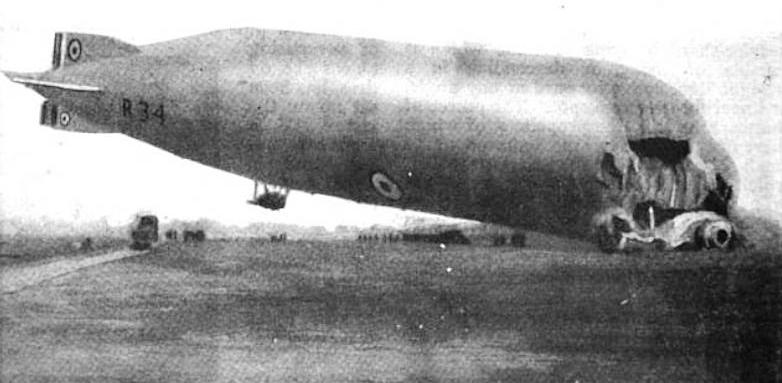
Triste fin pour le R34.

Après un passage à East Fortune pour révision Tiny (surnom donné au R34 par son équipage) gagna Howden (East Yorkshire). Le 27 janvier 1921 il effectuait un vol d’entrainement de routine au-dessus de la Mer du Nord quand il fut pris dans une zone de mauvais temps. À la suite d'une erreur de navigation le dirigeable toucha le sol dans l’obscurité et perdit deux hélices. Reprenant de la hauteur il parvint à retourner au-dessus de la mer et à l’aube, suivant l’estuaire de Humber, regagna Howden, où des vents violents empêchèrent sa mise à l’abri dans le hangar. Après une nouvelle nuit passée à l’extérieur les dégâts furent jugés irréparables et le R34 fut démantelé dans les jours qui suivirent. Il totalisait 495 h 48 min de vol. 

### Spécifications techniques[2]
- Longueur : 196 m
- Diamètre : 24 m
- Volume : 55 000 m3
- Charge utile : 26 470 kg
- Motorisation : 5 × Sunbeam Maori de 275 ch (205 kW) chacun
- Vitesse maximum : 99 km/h

## voir aussi